# Parti du développement rural
Le Parti du développement rural (en anglais : Rural Development Party abrégé RDP) est un parti politique du Vanuatu. Il est formé en 2014 en tant que nouveau nom du Groupe Iauko (IG) avant d'en devenir un parti complètement distinct en 2020.

## Historique
Le 11 décembre 2014, deux ans après la mort de son fondateur Harry Iauko, le Groupe Iauko devient connu également sous le nom de Parti du développement rural. Les députés associés au RDP comprenaient en 2015 : Tony Ngari (chef du parti), Hosea Nevu, Thomas Laken, John Amos, Jonas James et Pascal Iauko. Les députés Samson Samsen et Havo Moli ont également déclaré leur affiliation au RDP. Le parti soutient le gouvernement de Sato Kilman.
En 2017, les membres du RDP signent un pacte de solidarité avec le Parti des dirigeants du Vanuatu (LPV) devant le premier ministre Charlot Salwai, réaffirmant ainsi leur soutien au gouvernement de coalition. Les membres de l'époque comprenaient les députés Jay Ngwele, Tom Nouam et Kalo Pakoa. Ils ont également soutenu le Vanua'aku Pati (VAP) en 2018.
Selon le CIA The World Factbook de 2016 à 2019, le RDP et IG formaient le même le parti,.

## Scission avec le groupe Iauko
En janvier 2020, Ngwele démissionne de son poste de député et est par la suite nommé en avril ministre des infrastructures et des services publics dans le gouvernement de Bob Loughman. Lors des élections législatives de 2020, les membres du RDP concourent séparément du Groupe Iauko.
Le 18 octobre 2022, à la suite des élections législatives anticipées de 2022, il est signalé que le RDP, l'IG, le VAP et le Parti national unifié (NUP) ne sont pas inclus dans la signature du pacte pour la formation d'un nouveau gouvernement.